# Fast Track - bez granic
Fast Track – bez granic (tytuł oryg. Fast Track: No Limits) – niemiecki film fabularny (akcja) z roku 2008.
Zdjęcia do filmu powstawały w Berlinie.

## Fabuła
Katie jest właścicielką warsztatu samochodowego, który odziedziczyła po tacie. Dostawca pizzy, Mike, jest lekkomyślny i często wpada w tarapaty. Eric to początkujący policjant, pochodzący z kraju ogarniętego wojną, który nigdy nie miał pełnej kontroli nad życiem. Nicole jest znudzoną żoną bogacza, który daje jej dużo wolności. Młodzi ludzie mają wspólną pasję, która sprawia, że życie ma dla nich sens. Każdej nocy biorą udział w nielegalnych wyścigach samochodowych. Prędkość i adrenalina dają im poczucie wolności.

## Obsada
- Andrew W. Walker jako Mike Cassidy
- Erin Cahill jako Katie Reed
- Joseph Beattie jako Eric Visnjic
- Alexia Barlier jako Nicole Devereaux
- Nicholas Aaron jako Wolf